# 2020年香港立法會選舉社會民主連線黨內甄選
2020年香港立法會選舉社會民主連線黨內甄選是社會民主連線就參加2020年香港立法會選舉決定參選人之初選。
黨主席黃浩銘表示該黨會以自身能力決定參選名單，並稱任何選區亦會考慮，該黨亦會參與民主派初選及服從初選結果。

## 選前傳聞
政圈盛傳有黨內人士曾考慮安排岑子出選新界西或區議會（第二）功能界別議席，惟黨內考量到在新界西有機會與同屬左翼路線、報名參與工黨黨內甄選的職工盟主席吳敏兒的票源相撞，而出選超區則有違該黨主張廢除功能組別的立場；因此經一段時間考慮後，決定到九龍西參選。岑子杰接受媒體查詢時表示，黨中央對於參選立法會的人選和選區仍未有最終決定，個人將等候黨內最終決定；並表示目前作為沙田區議員，暫仍會專注在地區工作，同時需處理民陣事務及監察警暴問題。
秘書長吳文遠則稱選舉部署需考慮資源和人手分配，表示該黨與工黨的光譜較接近，但會否合作需作討論。

## 機制
社會民主連線黨員需通過會員大會推薦，才能代表該黨出選立法會選舉，預計於五月底舉行會員大會，決定參選的推薦名單。

## 初選參選人
以粗體顯示者為初選勝出人。

### 九龍西
- 岑子 - 沙田區議員（瀝源選區）

| 社會民主連線第7屆立法會選舉九龍西地區直選提名初選候選人 | 社會民主連線第7屆立法會選舉九龍西地區直選提名初選候選人 |
| 候選人                                                  | 學經歷 |
| ------------------------------------------------------- | --- |
| 岑子 1987年6月29日 男 香港                              | - 香港理工大學香港專上學院社會工作高級文憑。 - 香港彩虹執行幹事（2009－）。 - 民間人權陣線召集人（2018－）。 - 沙田區議會議員（2020－）。 - 2020年英國《泰晤士報》全球20名值得關注人物。 - 社會民主連線副主席（2020－）。 |

### 新界西
- 黃浩銘 - 社會民主連線主席
- 岑子 - 沙田區議員（瀝源選區）

| 社會民主連線第7屆立法會選舉新界西地區直選提名初選候選人 | 社會民主連線第7屆立法會選舉新界西地區直選提名初選候選人 |
| 候選人                                                  | 學經歷 |
| ------------------------------------------------------- | --- |
| 黃浩銘 1988年10月24日 男 香港                           | - 沙田培英中學（2000-2007） - 香港理工大學 社會政策及行政（榮譽）文學士（2010） - 香港中文大學社會政策社會科學碩士（2011） - 社會民主連線外務副主席（2016年2月21日－2020年2月29日）。 - 社會民主連線主席（2020年3月1日－）。 |
| 岑子 1987年6月29日 男 香港                              | - 香港理工大學香港專上學院社會工作高級文憑。 - 香港彩虹執行幹事（2009－）。 - 民間人權陣線召集人（2018－）。 - 沙田區議會議員（2020－）。 - 2020年英國《泰晤士報》全球20名值得關注人物。 - 社會民主連線副主席（2020－）。    |

### 新界東
- 梁國雄 - 前立法會議員（新界東）

| 社會民主連線第7屆立法會選舉新界東地區直選提名初選候選人 | 社會民主連線第7屆立法會選舉新界東地區直選提名初選候選人 |
| 候選人                                                  | 學經歷 |
| ------------------------------------------------------- | --- |
| 梁國雄 1956年3月27日 男 香港                            | - 四五行動總代表。 - 香港民間電台董事 - 立法會議員（2004 - 2010，2010 - 2016） - 社會民主連線主席（2012 - 2016） - 社會民主連線執行委員（2006 -） - 三度入獄（1979年紀念四五天安門事件犯非法集會罪、2001年在立法會高喊口號犯蔑視罪、2014年抗議立法會議員出缺機制犯擾亂公眾秩序罪） - 社會民主連線副主席（2020－）。 |

### 區議會（第二）
- 岑子 - 沙田區議員（瀝源選區）

| 社會民主連線第7屆立法會選舉區議會（第二）功能組別提名初選候選人 | 社會民主連線第7屆立法會選舉區議會（第二）功能組別提名初選候選人 |
| 候選人                                                          | 學經歷 |
| --------------------------------------------------------------- | --- |
| 岑子 1987年6月29日 男 香港                                      | - 香港理工大學香港專上學院社會工作高級文憑。 - 香港彩虹執行幹事（2009－）。 - 民間人權陣線召集人（2018－2020）。 - 沙田區議會議員（2020－）。 - 2020年英國《泰晤士報》全球20名值得關注人物。 - 社會民主連線副主席（2020－）。 |

## 選舉結果
| 選區           | 候選人 | 狀態             | 備註 |
| -------------- | ------ | ---------------- | --- |
| 九龍西         | 岑子   | 政黨提名候選人。 | |
| 新界西         | 黃浩銘 | 未獲政黨提名。   | 因被判監超過3個月，禁選5年，末能出選2020年立法會選舉。其後決議支持工黨立法會選舉（新界西）被提名人吳敏兒。 |
| 新界西         | 岑子   | 未獲政黨提名。   | 決議支持工黨立法會選舉（新界西）被提名人吳敏兒，經協調後轉到九龍西選區參選獲提名。                         |
| 新界東         | 梁國雄 | 政黨提名候選人。 | |
| 區議會（第二） | 岑子   | 未獲政黨提名。   | 參選區議會（第二）功能組別不符社民連不參與功能組別選舉的立場，其後轉到九龍西選區參選獲提名。               |

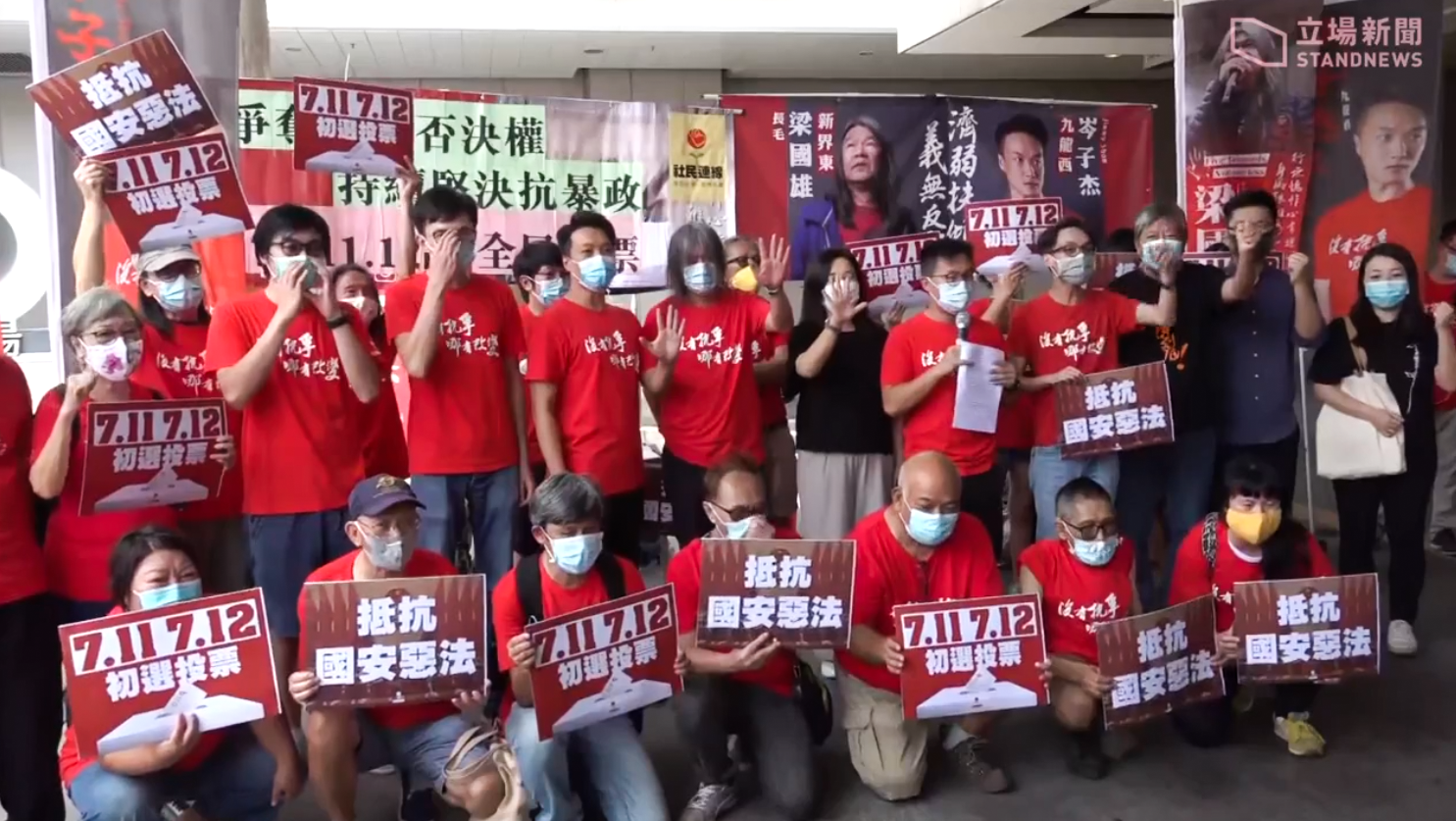
社民連在2020年6月24日於旺角東站外舉行立法會選舉參選人誓師會，宣布派出梁國雄和岑子杰參加民主派初選

2020年6月24日，社會民主連線於旺角東站召開「爭奪全面否決權，持續堅決抗暴政」記者會，正式宣布推薦新界東的梁國雄和九龍西的岑子杰，參與民主派初選，並獲得工黨支持。岑子杰稱自己居住在佐敦超過十年，對九龍西十分熟悉，表示在工黨前立法會議員劉小麗決定不參選後，九龍西需要有人代表工人、基層市民及弱勢社群，岑希望能透過參選團結「左翼力量」，強調議會內外一定要組成「反抗聯盟」。
有別於以往的初選，社民連黨內甄選的勝出者，仍然要參與民主派初選協調機制。社會民主連線稱在同意及尊重民主派初選協調機制的情況下，才會參與初選；社民連亦強調若其黨員在初選中落敗，將會遵從機制不參選。

## 相關事件

### 就判囚三個月以上，五年內不得參選的規定提出司法覆核
2019年7月，社會民主連線時任外務副主席黃浩銘就現行法例禁止被判監超過3個月的人士，參選立法會、區議會及鄉郊代表選舉參選五年的規定，入稟申請司法覆核，要求裁定有關規定違反《基本法》第26條及《人權法》，以及要求法庭宣布相關條文違憲。6月10日，高等法院頒下判詞，裁定黃浩銘敗訴。黃浩銘稱對敗訴不感到意外，會視乎承擔訟費能力，和律師意見才決定是否上訴。
7月10日，黃浩銘於臉書表示因被判監超過3個月，禁選5年，不能出選新界西，因此向上屆曾投票支持他的選民致歉，並表態將支持工黨候選人吳敏兒，亦提到吳敏兒後方有社民連、職工盟及工黨支援，是新界西選民的信心選擇。

### 發表「回應當前香港政治形勢變化的決議文」
該黨早前通過決議文，內容包括社民連將繼續堅持「非暴力抗爭」、「濟弱扶傾」的路線和反對《香港國家安全法》的立場，以及無論民主派是否議席過半，均應運用否決權逼使政府回應「五大訴求」。
|                               | 【爭奪全面否決權 持續不斷抗暴政】 －社會民主連線回應當前香港政治形勢變化的決議文 壹、前言 社會民主連線（下稱社民連）創會以來，揭櫫權力歸於人民原則，一直致力爭取普及平等的選舉，貫徹港人應有的政治權力，剝奪少數人依靠政治特權攫取私利，將由港人創造的資源和財富重新分配，根除不義政制強加民眾的盤剝，實踐政治平等和社會公義。成就如此徹底的社會變革，祇能求諸民眾的創意協力，不懈奮鬥，訴諸於集體的直接行動。因此，社民連一直秉持「沒有抗爭‧哪有改變」及「濟弱扶傾‧義無反顧」的理念，實行街頭、議會、司法三路並舉的抗爭。2008年始，更將抗爭帶入議會，不論是直接行動抑或拉布，都不歇顛覆香港議會文化。由反高鐵，乃至五區公投運動，以及後來的反新界東北發展和雨傘運動等，社民連均積極利用議會連結街頭的抗命行動，不少成員被捕被控，出入牢獄，逐漸將抗爭意識普及民間。 雨傘運動及反送中抗爭後，香港人以不同方式來爭取五大訴求已成常態。在最近的區議會選舉，民主派幾乎奪得所有區議會的主導權，引發民間倡議在2020年立法會選舉中取得過半議席，奪取「全面否決權」，制衡暴政。就此，社民連必須審時度勢，檢視過去立場，擬訂最新策略，並闡明未來路向，與港人共同對抗中共暴政。 貳、主張 一、 秉承「沒有抗爭‧哪有改變」理念，以非暴力抗爭如公民抗命或總罷工爭取民主，致力組織群眾，推動社會抗爭； 二、 堅持「濟弱扶傾‧義無反顧」理念，致力爭取公平正義的經濟權利，政策倡議必以改善基層及勞動民眾的生活為先； 三、 反對中共濫用《基本法》附件三，將《國家安全法》、《國歌法》等惡法強加於香港民眾。關於涉及國家安全的《基本法》廿三條及相關法律的具體安排，應在香港實行全面普選後，由港人民主決定； 四、 在共同綱領「五大訴求」（註Ａ）及爭奪「全面否決權」的前提下，改變針對功能組別制度的「三不」策略（註Ｂ），支持有助議會抗爭的選舉，同時認為民主派無論在議會中取得「35+」（註Ｃ）或「35-」的情況下，都應積極運用《基本法》賦予立法會的權力，為共同綱領鬥爭，包括以否決《財政預算案》逼使政府回應「五大訴求」，並盡快擬訂方案應對中共的反制行動（例如禁選、解散立法會等）； 五、 參加民主派就各級議會選舉協商，成立共同認定的初選或協商機制，以民主運動全局為重，遵守規定及服從結果； 六、 重申民主派在香港重大議題上，必須取得廣泛的市民直接授權，絕不能私自與中共政權談判及妥協。 叁、背景 十年前，社民連在第三屆第一次特別會員大會，通過《社會民主連線回應當前香港政治形勢變化的決議文》，除鞭韃功能組別制度不義，更曾譴責民主黨及民協私自與中共談判協商，投票支持2012年政改方案，無視在五區公投50萬名市民直接授權的民意，背棄公社兩黨及大專二零一二；社民連並同時提出「三不」策略，拒絕參與任何功能組別有關的選舉。2012年，社民連甚至提出「鼓勵『不登記』，杯葛功能組別」，呼籲民主派支持者不要登記成為區議會（第二）功能界別（又稱「超級區議會功能界別」）選民。過去，社民連在立法會及特首選舉上多次申述此主張，不但不允許黨內成員參與功能組別選舉，亦反對民主派盟友參與，免得為一個不公義的選舉制度塗脂抹粉。唯一破例是在2017年參與特首選舉，乃因社民連要反映雨傘運動毋忘初衷的群眾聲音，突顯雨傘運動抗爭和自主精神，堅持爭取公民提名及反對「八‧三一人大決定」，並試圖阻止民主派為了成為「造王者」而支持建制派候選人，實際卻淪為建制派所謂開明一翼的政治附庸。 泛民主派多年來聲稱「寸土必爭」，參與功能組別選舉及特首選舉，為求得到更大的民意籌碼與中共談判，尋求變革。但實際上，「寸土必爭」往往只淪為競逐議席的口號，在議會不公的壓逼之下，泛民主派礙於有和平演變的執政幻想，沒有與社民連協力於議會和街頭抗爭，反而連番譴責社民連的直接行動，甚至作繭自縛，不惜支持收緊《議事規則》，在中共的限制底下屈從退讓，致使民主運動停滯不前。此所以，社民連認為功能組別制度不應成為民主派討價還價的工具，最終必須被廢除，由普選制取代，任何人試圖修改功能組別制度以代替實行普選制都是自欺欺人。 相反，社民連相信變革必須依靠群眾運動，而不能單靠代議士，遂提倡五區公投運動，把重大事務留給港人共同決定，結合議會內外抗爭，與不同社運團體共同進退，積累民主力量。社民連當年制訂「三不」政策，不但因為功能組別制度並不公義，亦是批評泛民主派盲目追求議席，放棄連結群眾，更要藉此向公眾說明抗爭比議席更為重要。社民連隨後一直以身作則，不斷抗爭來呼喚民主派同道一起投身群眾運動，背靠群眾，直面暴政。2013年元旦遊行後，時任主席梁國雄「一人非法集結」，更啟發戴耀廷提出「佔領中環」的意念，在戴耀廷提出公民抗命後，民眾愈發明白抗爭的理由，間接推動溫和民主派陸續參與議會抗爭。 2014年8月31日，中共推出「八‧三一人大決定」，正式與溫和民主派決裂，談判協商之路走到盡頭，泛民主派隨即全面投入「佔領中環」，參與公民抗命。9月28日，雨傘運動爆發，民主派不論是溫和或激進一翼，均遭暴政全面鎮壓，最終被帶上法庭，乃至入獄。去年2月，在雨傘運動領袖入獄前夕，中共政權利用林鄭政府推出送中惡法，民主派訴諸議會抗爭，警醒香港民眾關注，最後引發6月9日的百萬人大遊行。經歷兩次大運動的洗禮，議會抗爭及公民抗命再非禁忌，亦調和所謂「和理非」和「勇武」的對立，當此之時，絕大部份民主派支持者均認同要整合力量，團結一致，抵抗暴政逼迫。 肆、展望 為實現「五大訴求」，向中共施加更大壓力，不少人提倡在未來的立法會選舉要盡力爭取過半議席，意圖奪得立法會主導權，亦有人提倡爭取立法會過半，隨後爭取特首選委過半，選出一個「黃特首」，藉此引發中共全面鎮壓，取消「一國兩制」，讓世界各國制裁中共政權，造成「政治攬炒」局面，最後有機會使中共敗亡，港人獲得真正自由。而近期中共突然強推「港版國家安全法」，實質上廢除立法會代表港人立法和監察政府的功能，顛覆《基本法》廿三條「自行立法」的規定，提前中共與港人的政治衝突。 我們認為，寄望引發外國政府制裁中共，既高估前者維護香港民主的決心，也低估後者不惜掃平異議的惡毒。事實上，沒有本地堅持反抗，外援亦必定愈發減弱。面對專制政權，我們同意以爭取立法會議席過半為目標，盡所能在議會中獲取最大量的民意支持，在於反送中運動受殘酷鎮壓，中共又一波「國安法」攻勢，民眾運動退潮之際，此舉不啻是動員港人打破僵局的良策，而且，基於區議會選舉的結果，不少港人已認清政權墮落腐化的面目，亦切身體會警察濫權濫控的暴虐，以選票抗議補充已逐漸耗損的街頭運動，是當下可取方案。況且，一旦取得多數的立法會，民主派是以與林鄭政府分庭抗禮，一邊是中共儡傀，另一邊是擁有港人授權，擁有堅實民意基礎，具有憲制認許，合法合憲的權力機構，利用「全面否決權」發揮制衡作用，並以此反過來持續向暴政施壓，而非將寄望放諸搖擺不定的商界，企圖以「黃特首」對抗暴政。 我們相信，為港人奪得「全面否決權」，直接否決惡法和不義撥款，制衡中共「全面管治權」，將會為實現「五大訴求」踏出關鍵的一步。在當前時局下，民主派內不分彼此均嚐過濫捕濫控的滋味，甚至同處一獄，命運相連；民主派議員亦受廣大群眾監督，難以與中共私相授受，而民主派功能組別議員亦一改保守態度，開始投入議會抗爭。換言之，參加「35+」陣營的功能組別候選人，應向民眾公開承諾會與民主派共同進退，而就職的唯一功能，並非謀求界別私利，而是實現「五大訴求」，包括廢除功能組別，實現行政長官及立法會雙普選。故此，社民連決定改變「三不」策略，支持服膺上述目標的人參與功能組別選舉，合力抗爭。 從最近中共強推《國安法》，政府藐視區議會，警隊濫捕濫控及4‧18大搜捕民主派領袖等可見，與龐大的中共政權相比，尚是強弱懸殊。我們不必寄望議會過半就能翻天覆地，亦不要因未能過半而感到灰心絕望。不論最終民主派是否能奪得過半立會議席，中共勢必加倍力量反制打壓，企圖讓港人灰心絕望，放棄抗爭，因此，面對中共不同形式的打壓，民主派在議會是「35+」還是「35-」，弘揚抗爭不息的信念，爭取港人最大動員，嘗試組織更大規模的公民抗命或總罷工，以本地持續不斷的抗爭運動，引起國際社會支援，喚起中國大陸人民關注，甚至一同反抗暴政，是我們未來行動綱領的方向。 希望在於人民，改變始於抗爭。多年以來，社民連相信只有群眾全面抗爭，才能逼使政權退讓，或直接使暴政滅亡。我們不僅因應時局總結經驗，調整策略，也必定會堅持理念，扶助基層勞苦，爭取民主普選，持續不斷抗爭到底！ 社會民主連線 二零二零年五月二十四日 附註： Ａ、一、全面撤回《逃犯條例》修訂草案；二、撤回「暴動」定性；三、撤銷所有反送中示威者控罪；四、成立獨立調查委員會追究警暴；五、立即實行「真雙普選」。 Ｂ、即在凡有功能組別的選舉中「不提名、不參選、不投票」。 Ｃ、即立法會議席過半數，以主導立法會各項職能，並嘗試阻撓政府各項議案及撥款申請，以此逼使政府回應「五大訴求」。 |
| ——社會民主連線，2020年6月24日 | |

### 梁國雄獲工黨主席退選支持
工黨主席郭永健原計劃在新界東接替張超雄的議席，但在報名期截止前一天宣布不參選。郭永健表示，不參選的決定是以大局為重，將支持社民連提名的梁國雄。郭承認社會上關注左翼議題的人不多，而左翼的得票正在下跌。但他認為不能只談政治訴求，民生議題也能突出政府的醜陋，希望自己退選能集中力量，讓同屬左翼政黨的社民連及民協有機會擠身議會。

## 後續發展

### 民主派初選

#### 選舉結果
| 選區           | 選區 | 參選人 | 得票數 | %     | 結果  |
| -------------- | ---- | ------ | ------ | ----- | ----- |
| 九龍西地方選區 |      | 岑子   | 25,670 | 31.68 | 第1名 |
| 新界東地方選區 |      | 梁國雄 | 9,292  | 5.65  | 第9名 |

## 資料來源
1. 1 2 3 4  陳嘉裕. . Apple Daily 蘋果日報. 2020-05-15  [2020-05-15]. （原始内容存档于2021-06-21） （中文（香港））.
2. ↑  羅家晴. . 香港01. 2020-05-15  [2020-05-15]. （原始内容存档于2020-05-19） （中文（香港））.
3. ↑  吳倬安. . 頭條日報. 2020-01-24  [2020-01-24]. （原始内容存档于2020-01-24） （中文（香港））.
4. ↑  . 立場新聞. 2020-06-24  [2020-06-24]. （原始内容存档于2020-09-27） （中文（香港））.
5. ↑  . 蘋果日報. 2020-06-24  [2020-06-24] （中文（香港））.
6. ↑  彭焯煒. . 香港01. 2020-06-24  [2020-06-24] （中文（香港））.
7. ↑  鄭啟智. . 眾新聞. 2020-06-23  [2020-06-23] （中文（香港））.
8. ↑  . 香港獨立媒體網. 2020-04-27  [2020-04-27]. （原始内容存档于2020-07-05）.
9. ↑  . 香港電台. 2020-06-10  [2020-06-10]. （原始内容存档于2020-07-05）.
10. ↑  . 黃浩銘. 2020-07-10  [2020-07-11]. （原始内容存档于2020-10-07）.
11. ↑  . 社會民主連線. 2020-06-24  [2020-06-24] （中文（香港））.
12. ↑  . 香港經濟日報. 2018-07-09  [2018-07-09]. （原始内容存档于2018-07-14）.
13. ↑  . 香港獨立媒體網.   [2020-07-07]. （原始内容存档于2020-10-04） （中文（简体））.